# Episodi di Bad Sisters (prima stagione)
La prima stagione di Bad Sisters, composta da 10 episodi, viene pubblicata settimanalmente in tutto il mondo su Apple TV+ dal 19 agosto al 14 ottobre 2022.
| n° | Titolo originale | Titolo italiano       | Prima TV USA      | Prima TV Italia   |
| -- | ---------------- | --------------------- | ----------------- | ----------------- |
| 1  | The Prick        | La puntura            | 19 agosto 2022    | 19 agosto 2022    |
| 2  | Explode A Man    | Far esplodere un uomo | 19 agosto 2022    | 19 agosto 2022    |
| 3  | Chopped Liver    | Fegato a pezzi        | 26 agosto 2022    | 26 agosto 2022    |
| 4  | Baby Becka       | La piccola Becka      | 2 settembre 2022  | 2 settembre 2022  |
| 5  | Eve for an Eye   | Occhio per occhio     | 9 settembre 2022  | 9 settembre 2022  |
| 6  | Splash           | Splash                | 16 settembre 2022 | 16 settembre 2022 |
| 7  | Rest in Peace    | Riposa in pace        | 23 settembre 2022 | 23 settembre 2022 |
| 8  | The Cold Thuth   | La fredda verità      | 30 settembre 2022 | 30 settembre 2022 |
| 9  | Going Rogue      | Perdere il controllo  | 7 ottobre 2022    | 7 ottobre 2022    |
| 10 | Saving Grace     | Salvare Grace         | 14 ottobre 2022   | 14 ottobre 2022   |